# Ленарс, Виктор
Виктор Ленарс (нидерл. Victor Lenaers; 12 января 1893,  Тонгерен, Бельгия — 12 ноября 1968,  Тонгерен, Бельгия) — бельгийский профессиональный шоссейный велогонщик в 1921-1926 годах.  Победитель  однодневной велогонки Схелдепрейс (1920).

## Достижения
1920
1-й Схелдепрейс
1921
6-й Тур де Франс — Генеральная классификация
6-й Париж — Брюссель
7-й Льеж — Бастонь — Льеж
1922
1-й Critérium des Aiglons
5-й Тур де Франс — Генеральная классификация
5-й Париж — Брюссель
1923
8-й Тур Бельгии — Генеральная классификация

## Статистика выступлений

### Гранд-туры
| Гранд-тур      | 1921 | 1922 | 1923 | 1924 |
| -------------- | ---- | ---- | ---- | ---- |
| Джиро д’Италия | —    | —    | —    | —    |
| Тур де Франс   | 6    | 5    | НФ   | НФ   |

| —  | Не участвовал  |
| НФ | Не финишировал |